# Selenisa monogonia
Selenisa monogonia là một loài bướm đêm trong họ Erebidae.